# Тайбэй 101
Тайбэй 101 (кит. трад. 臺北101, пиньинь Táiběi Yīlíngyī, палл. Тайбэй и-лин-и) — многофункциональный небоскрёб, расположенный в столице Тайваня — Тайбэе. Этажность небоскрёба составляет 101 этаж, высота — 509,2 м (вместе со шпилем). На нижних этажах находятся торговые центры, на верхних расположены офисы.
Стал первым построенным в мире небоскрёбом, превысившим высоту полкилометра, первым рекордным по высоте зданием из построенных в XXI веке, был самым высоким с 2004 по 2008 год в мире и с 2003 по 2007 год в Азии. Является десятым по высоте в мире, пятым по высоте в Азии, самым высоким на Тайване.
Строительство небоскрёба началось в 1999 году. Официальное открытие состоялось 17 ноября 2003 года, в эксплуатацию здание было введено 31 декабря 2003 года. Стоимость небоскрёба составила 1,7 млрд долларов.
В этом небоскрёбе находятся самые быстрые лифты в мире, поднимающиеся со скоростью 60,6 км/ч. С пятого этажа до обзорной площадки на 89-м можно доехать за 39 секунд.
Здание из стекла, стали и алюминия поддерживают 380 бетонных опор, каждая из которых уходит в землю на 80 м. Опасность обрушения при урагане или землетрясении снижает огромный 660-тонный шар-маятник, помещённый между 87 и 91 этажами. По словам разработчиков, башня сможет выдержать землетрясение такой силы, какое бывает в этой местности раз в 2500 лет.
Владельцем здания является Тайбэйская финансовая корпорация, оно управляется международным подразделением американской корпорации городских продаж со штаб-квартирой в Чикаго. Название, которое первоначально предполагалось для здания — Тайбэйский мировой финансовый центр — происходит от названия владельца.
Здание является одним из главных символов современного Тайбэя и всего Тайваня. Имеет 101 надземный и 5 подземных этажей. Его архитектурный стиль в духе постмодернизма сочетает современные традиции и древнюю китайскую архитектуру. Многоэтажный торговый комплекс в башне содержит сотни магазинов, ресторанов и клубов.

## История

### Сооружение
Проектирование здания началось в 1997 году, когда мэром Тайбэя был Чэнь Шуйбянь. Тогда же начались переговоры между правительством города и инвесторами о сооружении в городе 66-этажной башни, которая должна была стать центром нового делового района Тайбэя. Ко времени церемонии закладки первого камня, которая состоялась 13 января 1998 года, высота проекта была значительно увеличена. Спустя десять месяцев после этой церемонии была выдана лицензия на строительство 101-этажной башни. Строительство началось, и летом 2000 года была возведена первая колонна.
Здание было подведено под крышу три года спустя, 1 июля 2003 года, тогда же новый мэр Тайбэя, Ма Инцзю, в качестве знака завершения строительства, закрутил на здании символический золотой болт. Через три месяца был завершён шпиль здания.
Церемония открытия здания состоялась в новогодний вечер 2004 года. Президент Тайваня Чэнь Шуйбянь, мэр Ма Инцзю и спикер парламента Ван Цзиньпин перерезали символическую ленточку. В тот вечер состоялся концерт на открытом воздухе, посвящённый окончанию строительства. В нём приняли участие такие звёзды поп-сцены, как А Мей и Сунь Яньцзи. Смотровая площадка впервые приняла посетителей. Завершило церемонию шоу фейерверков, посвящённое встрече нового 2005 года
В течение короткого промежутка времени сразу после строительства небоскрёба в Тайбэе произошло два небольших землетрясения силой 3,2 и 3,8 балла. Некоторые учёные предположили, что эти землетрясения были вызваны сильным давлением башни на грунт. В частности, геолог Чэн Хун Линь из Национального университета Тайваня провёл исследования, показывающее, что Тайбэй 101 мог оказать разрушительное воздействие на геологические структуры под городом, способное вызвать землетрясение. Эта точка зрения, впрочем, не получила широкой поддержки.

### События
В Тайбэй 101 постоянно проводятся различные мероприятия, связанные со спортом, политикой и шоу-бизнесом. Также здание является популярным местом проведения выставок и научных конференций. Постоянная выставка имеется в зоне смотровой площадки. Некоторые примечательные события, связанные с башней, включают:
- 25 декабря 2004 года башню покорил французский «человек-паук» Ален Робер. Высота покорилась ему за 4 часа, хотя изначально он планировал потратить всего 2 часа[5].

- 28 февраля 2005 года — бывший Президент США Билл Клинтон посетил здание и оставил автографы на копиях автобиографии[6].

- 19 апреля 2005 года — освещение башни составляет формулу E=mc² в рамках празднования 100-летней годовщины со дня публикации специальной теории относительности Альберта Эйнштейна. Это изображение, крупнейшее среди 65 тысяч других подобных изображений в 47 странах мира, было частью международного проекта «Физика освещает мир»[6].

- 20 ноября 2005 года — первый ежегодный забег по ступеням башни до 91 этажа (всего 2 046 ступеней). Мужской зачёт возглавил Пол Крейк из Австралии (10 минут, 29 секунд), женский — Андреа Майр из Австрии (12 минут, 38 секунд)[6].

- 20 октября 2006 — освещение башни выполнено в виде розовой ленты в знак солидарности с женщинами, страдающими от рака груди. Десятидневная кампания спонсируется владельцами здания и Estée Lauder Companies[6].

- 12 декабря 2007 года — австрийский бейсджампер Феликс Баумгартнер выполняет несанкционированный прыжок с парашютом с 90 этажа башни[7].

- 15 июня 2008 года немецкий спортсмен Томас Дольд стал победителем гонки по лестницам небоскреба, поднявшись на 91 этаж здания за 10 минут и 53 секунды. В столице Тайваня немец преодолел 2046 ступеней и выиграл главный приз гонки — 200 тысяч тайваньских долларов (6600 долларов США)[8][9].

## Особенности

### Конструкция
Тайбэй 101 сконструирован для эксплуатации в природных условиях, типичных для Юго-Восточной Азии — здесь нередки тайфуны и землетрясения. Инженеры, работавшие над зданием, заявляют, что оно может выдержать порывы ветра до 60 м/с (216 км/ч) и сильнейшие землетрясения, которые бывают в регионе раз в 2 500 лет.
Задачей инженеров было спроектировать небоскрёб, одновременно не очень жёсткий для того, чтобы противостоять сильным ветрам и, в то же время, прочный, чтобы предотвратить поперечные смещения (боковой сдвиг). Низкая жёсткость предотвращает повреждения конструкции при сильных изгибающих моментах, при этом должен сохраняться высокий уровень комфорта сотрудников и посетителей башни, кроме того, недопустимы деформации, приводящие к дополнительной избыточной нагрузке на панели остекления и на несущие перегородки. Обычно для увеличения прочности применяют усиления конструкции, например, раскосами. Также, высота Тайбэй 101 предъявляла инженерам дополнительные требования по устойчивости и прочности, что требовало внедрения инновационных методов строительства.
Прочность и, одновременно, нежёсткость башни достигается, в том числе, за счёт применения в строительстве высококачественной стали. Здание поддерживают 36 колонн, включая восемь главных колонн из бетона с прочностью в 70 МПа. Каждые восемь этажей аутригерные фермы соединяют колонны в ядре здания с внешней нагрузкой.
Перечисленные выше особенности конструкции, а также прочность фундамента делают Тайбэй 101 одним из самых устойчивых зданий, когда-либо возведённых человеком. Фундамент усилен 380 сваями, забитыми на 80 метров в землю, из них около 30 метров в скальном основании. Каждая свая имеет диаметр 1,5 метра и может нести нагрузку в 1000—1300 тонн. Устойчивость конструкции прошла испытания в 2002 году, когда 31 марта в Тайбэе произошло землетрясение силой 6,8 балла. Из-за землетрясения было разрушено два крана, установленных на строящемся здании, погибло 5 человек. Обследование показало, что никакого вреда землетрясением башне причинено не было, и строительство возобновилось.
Фирмой Thornton-Tomasetti Engineers вместе с Evergreen Consulting Engineering был спроектирован 660-тонный стальной маятник, являющийся инерционным демпфером колебаний. Его цена составляла 4 миллиона долларов. Подвешенный на 87-91 этажах, маятник колеблется, компенсируя движения здания, вызванные сильными порывами ветра. Его сфера, крупнейшая в мире, состоит из 41 стальной пластины, каждая толщиной 125 мм, что вместе составляет 5,4 м в диаметре. Два других гасителя колебаний, каждый весом 6 тонн находятся на вершине шпиля. Они смягчают удары ветра, действующие на верхнюю часть здания. Энергия колебаний, накопленная демпферами, гасится системой пружин, расположенных под демпферами
Башня покрыта двойным остеклением характерного сине-зелёного цвета. Это остекление защищает сотрудников от жары и ультрафиолета.

### Высота
Здание имеет 101 надземный и 5 подземных этажей. После завершения строительства Тайбэй 101 стал мировым рекордсменом в следующих категориях:
- От земли до высочайшего архитектурного элемента (шпиля): 509,2 м. Предыдущий рекордсмен — башни Петронас (452 м).
- От земли до крыши: 449,2 м. Предыдущий рекорд — Уиллис-тауэр (442 м).
- От земли до верхнего используемого этажа: 439,2 м. Предыдущий рекордсмен — Уиллис-тауэр (412 м).
- Самые скоростные лифты: 16,83 м/с (60,6 км/ч).
- Крупнейшее табло обратного отсчёта: включается на каждый Новый год.

Рекорд по высоте от земли до верхушки антенны принадлежал Уиллис-тауэр, расположенной в Чикаго, США: 527 м, однако в случае Уиллис-тауэр антенна не является архитектурным элементом здания.
4 января 2010 года Бурдж-Дубай (ОАЭ) открыл двери для посетителей. Церемония открытия небоскреба, напоминающего по форме сталагмит, ознаменовала появление самого высокого здания в мире и самого высокого строения, возведенного человеческими руками.
Высота здания до последнего хранилась в секрете, и тайна завесы была приоткрыта лишь в день открытия. Поначалу считалось, что высота небоскреба 822 метра, что на 310 метров выше «Тайбэй 101». Кроме того, если раньше самым высоким в мире строением считалась телебашня в г. Бланшар, Северная Дакота, высотой 628 метров, то «Бурдж Дубай» побил и этот рекорд. Вскоре стала известна точная высота Бурдж Дубай, она составила 828 м.
Тайбэй 101 стал первым зданием в мире, преодолевшим рубеж в полкилометра. Тайбэй 101 превзошёл по высоте предыдущего рекордсмена, башни Петронас, расположенные в Куала-Лумпуре, Малайзия на 57,2 м, и стал высочайшим зданием мира. До постройки титул самого высокого здания на Тайване сохраняла башня Тантекс Скай Тауэр в Гаосюне (347,5 м, 85 этажей), а высочайшим зданием Тайбэя была башня Шин Кон (244,2 м, 51 этаж).
Различные источники, включая владельцев здания, дают высоту Тайбэй 101 в 508 метров, высоту крыши и верхнего этажа в 448 и 438 метров. Измерение при этом ведётся от поверхности платформы высотой 1,2 метра, расположенной у основания. Совет по высотным зданиям и городской среде при вычислении общей высоты здания включает также высоту этой платформы, поэтому, согласно Совету, высота здания составляет 509,2 метра.

### Символизм
Число этажей имеет и почтовый подтекст: 101 — это почтовый код Тайбэйского международного бизнес-центра. Также число 101 может быть интерпретировано как запись в двоичной системе счисления, широко используемой в IT-индустрии, основе экономики Тайваня.
В конструкции башни можно выделить восемь секций, каждая из которых состоит из восьми этажей. В китайской культуре число 8 ассоциируется с достатком, процветанием и удачей. В цифровых технологиях число 8 ассоциируется с байтом, обычно принимаемым за единицу измерения объёма информации.
Повторяющиеся сегменты башни напоминают архитектурные ритмы традиционных в данном регионе Азии пагод (башен, соединяющих небо и землю), также линия башни может быть интерпретирована как кубически стилизованные стебель бамбука (символ обучения и роста) и початок кукурузы. Четыре диска, расположенных на каждом фасаде здания символизируют монеты. Эмблема, расположенная над входом в башню — три золотых монеты в древнем стиле с дырой в центре — сделаны в форме, напоминающей арабские цифры 1-0-1.
Изогнутые элементы оформления в традиционном стиле руи являются составной частью дизайна здания. Руи — древний символ, который ассоциируется с райскими облаками, его символическое значение в китайской культуре — исцеление и защита. Каждый из орнаментов руи на фасадах башни имеет по меньшей мере 8 метров в высоту. Хотя форма каждого из руи башни выполнена в традиционном стиле, исполнение руи из металла является современным нововведением.
Характер ночной подсветки здания, ярко-жёлтой в районе шпиля, делает Тайбэй 101 похожим на гигантскую свечу или факел. С 6:00 до 10:00 каждый вечер подсветка здания имеет один из семи основных цветов спектра. Каждый цвет соответствует своему дню недели:
| День | Понедельник | Вторник | Среда | Четверг | Пятница | Суббота | Воскресенье |
| Цвет |             |         |       |         |         |         |             |

Этот цветовой цикл объединяет башню с богатым символизмом радуги, традиционно рассматриваемой в качестве моста между землёй и небом или связующим звеном между людьми в разных концах света.
На Тайбэй 101 оказало большое влияние философское учение фэн-шуй. Фэн-шуй нашёл отражение, к примеру, в фонтане у восточного входа в башню. Шар на вершине вращается по направлению к башне. Весь фонтан можно рассматривать как произведение искусства: сочетание в нём камня и воды контрастирует со стеклом и металлом, из которого построена башня. Кроме того, согласно учению фэн-шуй, Т-образный перекрёсток у входа в башню является источником позитивной энергии ци, которая идёт от башни. Приверженцы фэн-шуй верят, что вода, бегущая в таком месте, может остановить утечку ци из здания, повернув поток энергии в обратную сторону.

### Внутри здания
Тайбэй 101 является первым рекордным по высоте зданием из построенных в XXI веке. Здание было построено с применением высоких технологий и сейчас является офисным и развлекательным центром Тайбэя.
Тайбэй 101 — здание многоцелевого использования: на 1-4 этажах располагаются предприятия розничной торговли, этажи 5-6 занимает фитнес-центр, на этажах 7-84 находятся офисы, этажи 86-88 занимают рестораны и бары; смотровые площадки расположены на этажах 89, 91 и 101. Этажи 92-100 являются техническими этажами.
Двухэтажные лифты, построенные японской компанией Toshiba Elevator совместно с Building Systems Corporation (TELC) в 2004 году стали самыми скоростными лифтами в мире. Они развивают скорость в 16,83 м/с (60,6 км/ч), что на 34,7 процента быстрее лифтов предыдущего рекордсмена, башни в Иокогаме (12,5 м/с или 45 км/ч). Лифты Тайбэй 101 поднимают посетителей с 5 до 89 этажа за 37 секунд Каждый лифт имеет аэродинамическую форму, систему контроля давления, интеллектуальную систему аварийного торможения и первую в мире трёхуровневую систему защиты от выбега. Цена каждого лифта — 80 млн тайваньских долларов (2,4 млн долларов США).
На 85 этаже здания работают два ресторана: Diamond Tony’s, ресторан европейской кухни и Син Е 101 (欣葉), ресторан традиционной тайваньской кухни. Весь 86 этаж занимает японский ресторан.
В многоэтажном торговом комплексе, примыкающем к башне, расположены сотни магазинов, бутиков, ресторанов (на верхнем этаже), клубов и прочих мест отдыха. Оформлен комплекс в современном стиле с включением традиционных китайских элементов.

### Искусство
В Тайбэй 101 находится ряд известных произведений искусства, в основном современных авторов. Некоторые из них включают:
- Ребекка Хорн (Германия). Диалог между Инь и Ян. 2002. Сталь, железо.
- Роберт Индиана (США). Любовь и 1-0. 2002. Алюминий.
- Ариэль Московичи (Франция). Между небом и землёй. 2002. Гранит.
- Чун Пу (Тайвань). Мировой круг. 2002. Чёрный гранит, белый мрамор.
- Джилл Уотсон (Великобритания). Городская композиция. 2002. Бронза.

На территории внутренней смотровой площадки регулярно проходят художественные выставки. Здесь выставляются такие авторы, как Ву Чин (скульптура), Чан Пинхуан (традиционная живопись) и Чи Полинь (фотография).

### Смотровые площадки
В Тайбэй 101 расположена внутренняя смотровая площадка на 89 этаже и внешняя площадка на 91 этаже. Обе смотровые площадки круговые, с них видно весь горизонт.
- Внутренняя смотровая площадка расположена на высоте 383,4 метра над землёй. Сюда с 5 этажа ходит самый быстрый в мире лифт (1010 м/мин, весь путь занимает 37 секунд). Внутри смотровой площадки расположены информационные дисплеи, также проходят художественные выставки. Посетителям открывается вид не только в город, но и на инерционный демпфер, расположенный внутри здания.

- Внешняя смотровая площадка расположена на высоте 391,8 метров над землёй. Сейчас это одна из самых высоких смотровых площадок в мире. Попасть сюда можно по лестницам, ведущим из нижней смотровой площадки.

Внутренняя площадка открыта 12 часов в день (с 10:00 до 22:00 (UTC+8)), как и наружная. Однако наружная площадка закрывается при неблагоприятных погодных условиях. Обе площадки работают 7 дней в неделю. Билеты можно купить в кассе на 5 этаже или заказать по Интернету с официального сайта смотровой площадки.

### В кино
- В документальном фильме «Жизнь после людей» Тайбэй 101 развалится из-за падения демпфера.

## Арендаторы
Тайбэй 101 — прежде всего, офисная башня. Здесь расположены офисы множества компаний, среди которых:
- ABN AMRO Bank
- Anthony’s Group Holding Company Ltd
- Bayer Taiwan
- Cosmos Bank
- DBS Bank Ltd
- Emirates Advocates Taiwan
- The Executive Centre
- Fulland Securities Consultant Company Ltd
- GoldBank of Taiwan
- Google Taiwan
- HVB Bank
- ING Antai
- ING SITE
- ING SCE
- Jones Lang LaSalle
- KPMG
- McKinsey & Company Taiwan
- PeopleSearch Taiwan
- People’s King
- SABIC Asia Pacific Pte Ltd
- Starbucks Coffee
- Taiwan Corporation
- Тайваньская фондовая биржа
- Winterthur Life Taiwan

## Влияние на окружающую среду
После начала строительства (1997 год) сейсмическая активность в Тайбэе усилилась. Есть мнение, что причина этого — давление небоскрёба массой 700 тысяч тонн на малую площадь опорных свай.

## Галерея
- Башня ночью, полностью освещённая
- Башня ночью
- Новогоднее освещение
- Новогодний фейерверк, 2008